# روصو
روصو شهری در جنوب کشور موریتانی است. این شهرستان دارای حدود ۴۸٬۹۲۲ نفر جمعیت است.